# 迈克尔·盖特利
迈克尔·盖特利（英語：Michael Gateley，1904年6月13日—？），印度前男子曲棍球运动员。他曾代表英属印度代表队参加1928年夏季奥林匹克运动会曲棍球比赛，获得一枚金牌。